# Camp de futbol de Fontcalent
El Camp d'Entrenament de l'Hèrcules CF de Fontcalent és un camp de futbol situat en La Campaneta, en la partida rural de Fontcalent (Alacant, País Valencià). En aquest camp és on l'Hèrcules CF realitza els seus entrenaments i on preveu en aquests terrenys construir la seua futura ciutat esportiva.

## Ubicació
El camp de Fontcalent es troba molt proper al camí Llomes Blanques en el nucli de població La Campaneta en la partida de Fontcalent (Alacant). Tot i que pertany al terme municipal d'Alacant, del qual dista en 5 km, es troba tan sols a 2 km de Sant Vicent del Raspeig.
Fontcalent és una de les zones més muntanyenques de la comarca de l'Alacantí (s'observa al fons la Serra de Fontcalent), per la qual cosa les seues temperatures mitjanes són més baixes que a Alacant ciutat, resultant favorable per a la conservació de la seua gespa natural. La zona on es troba el camp forma un triangle imaginari que conformen una cimentera, el cementeri municipal i el centre penitenciari de Fontcalent.

### Accés
Per l'A-70, cal agafar eixida 70 (Sant Vicent del Raspeig-Universitat d'Alacant), en la rotonda agafar direcció Sant Vicent del Raspeig, en la següent rotonda seguir direcció Alcoi, i eixir en la primera eixida; es tornarà a entrar en una altra rotonda on agafarem direcció Alacant-Pla de la Vall-llonga i en aquesta girarem cap a la dreta en la primera intersecció per a prendre la carretera Sant Vicent del Raspeig que va des de la cimentera de Cemex fins al polígon industrial Pla de la Vall-llonga

## Història

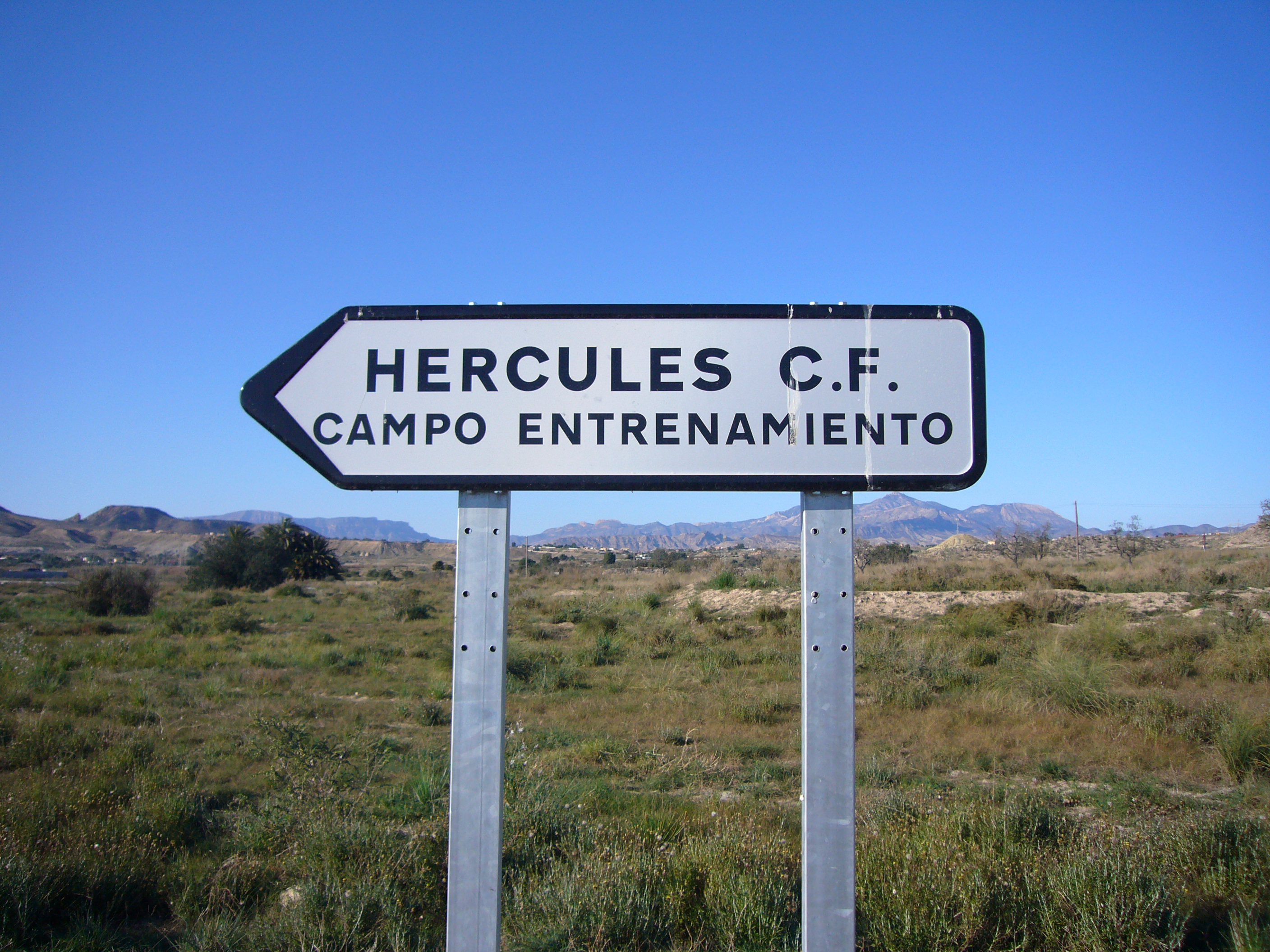
Cartell que indica el camí per arribar al Camp d'Entrenament de Fontcalent.

És el primer camp d'entrenament de l'Hèrcules CF en la seua història, i es va posar fi a un dels grans problemes que han perseguit a l'entitat herculana durant la seua història. Els terrenys on s'emplaça l'actual camp d'entrenament i els terrenys confrontants són propietat particular del constructor alacantí i màxim accionista del club, Enrique Ortiz Selfa. El 21 de febrer de 2006 es va col·locar de manera simbòlica la primera pedra per a la construcció del camp de Fontcalent. En aquest acte van acudir la cúpula directiva formada per Enrique Ortiz Selfa, Valentín Botella Ros (president de l'entitat), diversos consellers, Juanjo Rodri (director esportiu), José Bordalás (entrenador) i Francisco Gabriel Escudero Martínez Paquito (2n entrenador).
L'empresa constructora d'Enrique Ortiz es va encarregar dels moviments de terra amb màquines, i el condicionament de les instal·lacions, així com de l'asfaltat del camí que connecta el camp de futbol amb el camí de Llomes Blanques.

### Problemes per a la construcció
El sòl sobre el qual s'ha alçat el camp d'entrenament està qualificat com a sòl rústic no-urbanitzable, segons el Pla General d'Ordenació Urbana (PGOU) d'Alacant, motiu pel qual l'Hèrcules no ha pogut realitzar cap edificació destacable. De fet, l'Ajuntament li va denegar la llicència d'obres en trobar-se en sòl no urbanitzable. Després de gestions i en obtindre el compromís del club blanquiblau de limitar l'ús de la pista a l'entrenament esportiu, a més d'acceptar la prohibició d'urbanitzar la zona, el Consistori va regularitzar la utilització de la instal·lació per un període de set mesos. En l'actualitat el club pot utilitzar aquestes instal·lacions gràcies a la renovació dels permisos temporals que li concedeix l'ajuntament. La impossibilitat de realitzar cap obra obliga el club a utilitzar com a vestidors, gimnàs i sala de premsa unes casetes prefabricades.
D'altra banda, associacions ecologistes com Ecologistes en Acció i Amics dels Aiguamolls del Sud d'Alacant, es van oposar fermament a la construcció d'aquest camp d'entrenament, acudint a la justícia per denunciar la il·legalitat de l'obra i el seu immediat cessament. Denunciaven el dany del Saladar de Fontcalent i una via pecuària. A més, tots dos grups ecologistes, demandaven la restauració a l'estat original de la zona. També alguns grups polítics de l'oposició van postular la seua negativa a la construcció del camp d'entrenament de l'Hèrcules CF.

### Inauguració i usos
Va ser inaugurat el 2 de gener de 2007, deu mesos després de la col·locació de la primera pedra; jugadors i tècnics van dur a terme la primera sessió de treball del 2007 en el terreny de joc situat a Fontcalent. Des de la seua inauguració també han utilitzat les instal·lacions clubs com el CD Tenerife en la seua visita a Alacant a jugar contra el club herculà.
En els primers compassos de la temporada 2007/08 es va instal·lar només un vestidor per a jugadors, a petició de l'entrenador del club Andoni Goikoetxea Olaskoaga. Anteriorment existien dos barracons prefabricats que servien de vestidors per als jugadors, però Goikoetxea va considerar que un vestidor prou gran i siga compartit per tots els components de la plantilla, evita que es creuen grups entre els futbolistes.

### Primer partit
El 29 de gener de 2008 a les 12 hores, després d'un any inaugurat, es va disputar el primer partit en el Camp d'Entrenament de Fontcalent. Va ser en un partit amistós entre l'Hèrcules CF i el FC Braşov de Romania (2-1, Cámara i Javi González).

## Instal·lacions
- Capacitat: 500 espectadors en els seus voltants. No posseeix cap graderia, ni està condicionat per disputar partits oficials.
- Dimensions: 105 x 68 metres. Posseeix les mateixes dimensions que l'Estadi José Rico Pérez.
- Vestidors: Existeixen 3 casetes prefabricades que fan la funció de vestidor per a jugadors, cos tècnic i sales de massatge.
- Material: Una altra caseta destinada als utillers i utensilis d'entrenament.
- Sala de premsa: Compta amb una caseta prefabricada com a sala de premsa.
- Il·luminació: Posseeix una il·luminació funcional i de poc abast.
- Aparcament: Disposa d'un ampli aparcament.